# Kamienica Pod Węgrem w Krakowie
Kamienica Pod Węgrem – zabytkowa kamienica znajdująca się w Krakowie, w dzielnicy I przy ulicy Grodzkiej 42, na Starym Mieście.

## Historia kamienicy
Kamienica została wzniesiona na przełomie XIV i XV wieku. Jej pierwszym właścicielem był Mertin. W 1735 została zakupiona przez Stanisława Rembskiego, z którego fundacji została przebudowana. Ostatnia przebudowa miała miejsce w 3 ćwierci XIX wieku na zlecenie Marcina Soczyńskiego. W 1942 w parterze kamienicy przebito podcienia.
Nazwa Kamienica Pod Węgrem, pochodząca od dawnego godła budynku, ma rodowód średniowieczny, jednak w źródłach notowana jest dopiero w 1899 i 1900.
2 maja 1967 kamienica została wpisana do rejestru zabytków. Znajduje się także w gminnej ewidencji zabytków.